# 안성 석남사 마애여래입상
안성 석남사 마애여래입상(安城 石南寺 磨崖如來立像)은 대한민국 경기도 안성시 금광면, 석남사에 있는 고려시대의 마애불이다. 1981년 7월 16일 경기도의 유형문화재 제109호로 지정되었다.

## 개요
경기도 안성시 금광면 석남사(石南寺)에서 약 1km 떨어진 암벽에 새겨진 불상으로, 전체 높이는 5.3m이다. 불신 뒤의 광배(光背)와 발 밑의 대좌(臺座)를 모두 갖추고 있으며, 얼굴 부분이 마모된 것을 제외하면 완전한 형태를 보이고 있다.
민머리 위에는 상투 모양의 넓적한 머리묶음이 있고, 둥근 얼굴에는 눈·코·입이 비교적 작게 표현되어 있다. 2중으로 표현된 턱과 목 주위에 있는 3줄의 삼도(三道) 표현은 다소 비대해 보인다. 체구는 당당한 편이며, 옷은 양 어깨에 걸치고 있다. 배 부분에는 u자형 옷주름이, 다리 부분에는 타원형 옷주름이 새겨져 있다. 체구에 비해 작은 두 손은 가슴까지 들어 오른손은 검지만을 펴고, 왼손은 엄지와 중지를 맞대고 있다. 머리 주변에는 3줄의 선으로 둥근 머리광배를 나타냈고, 몸통 주위에도 3줄의 몸광배를 표현했다.
통일신라시대의 불상 양식을 잘 나타내고 있으나 부분적으로 다소 형식화된 모습이 보여서 만들어진 연대는 고려 초기로 추정된다.

## 같이 보기
- 안성 석남사

## 참고 자료
- 석남사마애여래입상 - 국가유산청 국가유산포털